# Chauffeur de taxi
Pour les articles homonymes, voir chauffeur et Taxi.
Un chauffeur de taxi est le conducteur d'un taxi, travaillant soit comme salarié d'une entreprise soit pour son propre compte.
Successeur des cochers de fiacre du XVIIIe siècle et du XIXe siècle, le conducteur de taxi, personnage incontournable de la civilisation de l'automobile, est souvent représenté dans des œuvres de fiction, notamment au cinéma, à la télévision et dans la bande dessinée.

## Présentation

### Activité
Les « fiches métiers » présentent l'exercice de la profession de chauffeur de taxi comme le « fait de conduire un véhicule pour emmener des clients à leur destination ». Salarié ou exerçant de façon libérale, le chauffeur de taxi doit également mettre en place « une stratégie pour travailler de façon rentable, et savoir se trouver au bon endroit au moment approprié »,.
Dans de nombreux pays, un certificat de capacité professionnelle de conducteur de taxi est exigé afin de pouvoir exercer cette profession,, ou être en possession d'une attestation de formation. Pour les mêmes raisons et dans ces mêmes pays, un chauffeur de taxi ou un transporteur de particuliers doit être en possession d'une licence l'autorisant à exercer cette profession avec un règlement d'obtention quelquefois très strictes comme au Japon.

#### En France

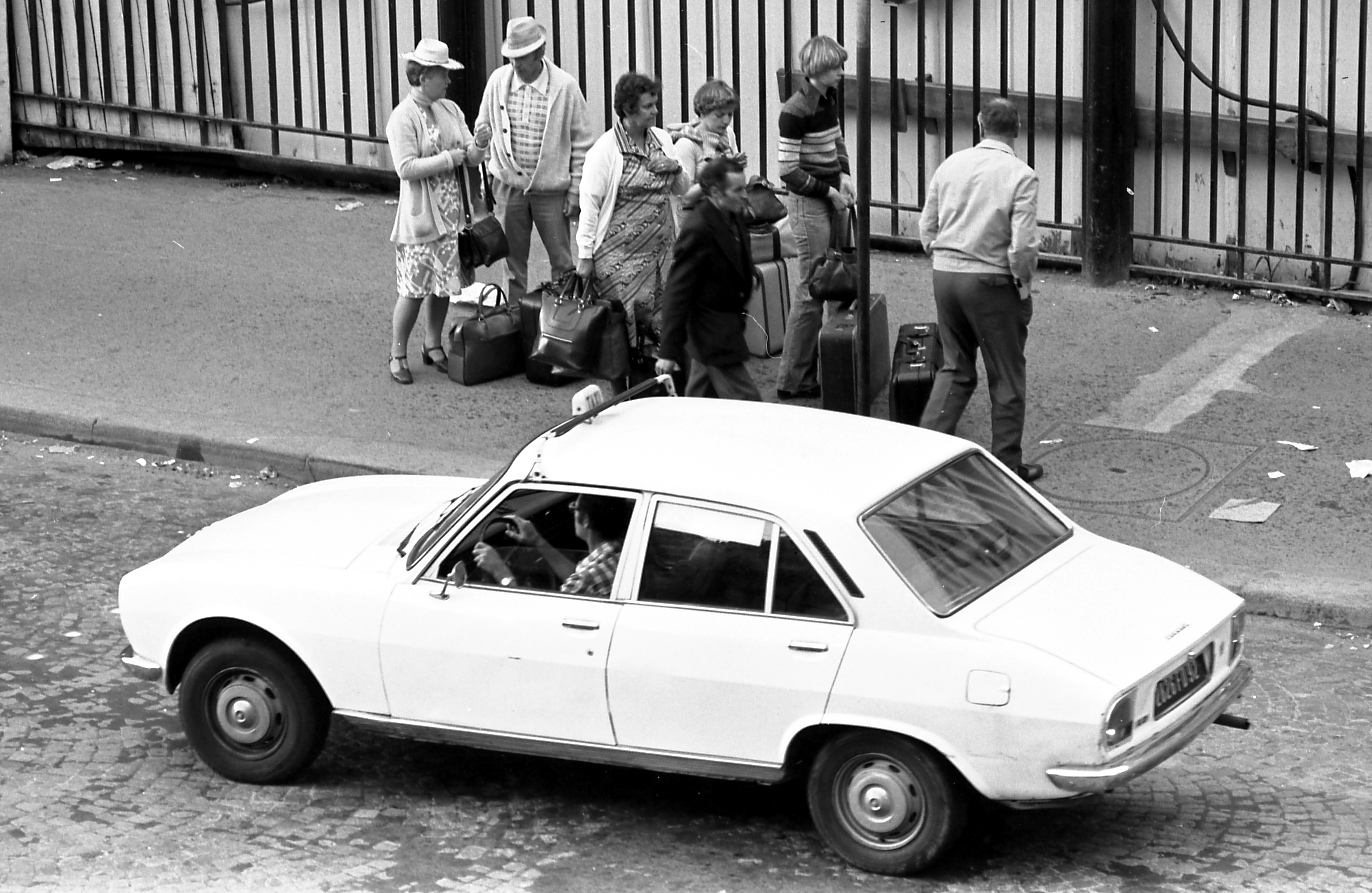
Taxi parisien dans les années 1970

Dans ce pays, l'exercice de ce métier est strictement règlementée et placé sous la tutelle du ministère de l'Intérieur. Le certificat de capacité professionnelle est matérialisé par la carte professionnelle et doit être visible sur le pare-brise du véhicule utilisé par le professionnel.
Il peut être exercé selon trois statuts: 
- L'artisan : le candidat doit alors faut faire une demande d'autorisation de stationnement auprès de la mairie ou acheter la licence à un autre chauffeur, ce qui correspond au rachat d'un fonds de commerce.
- Le salarié : à l'instar des autres salariés d'entreprise, il perçoit donc un salaire fixe, auquel s'ajoutent généralement une partie de sa recette et les pourboires et doit ramener chaque soir le véhicule au garage de la compagnie.
- Le travailleur indépendant, locataire de la licence et qui doit s'acquitter du montant d'un loyer généralement mensuel et qui comprend la mise à disposition, l'entretien, l'assurance et l'autorisation de stationnement du véhicule.

#### Au Royaume-Uni

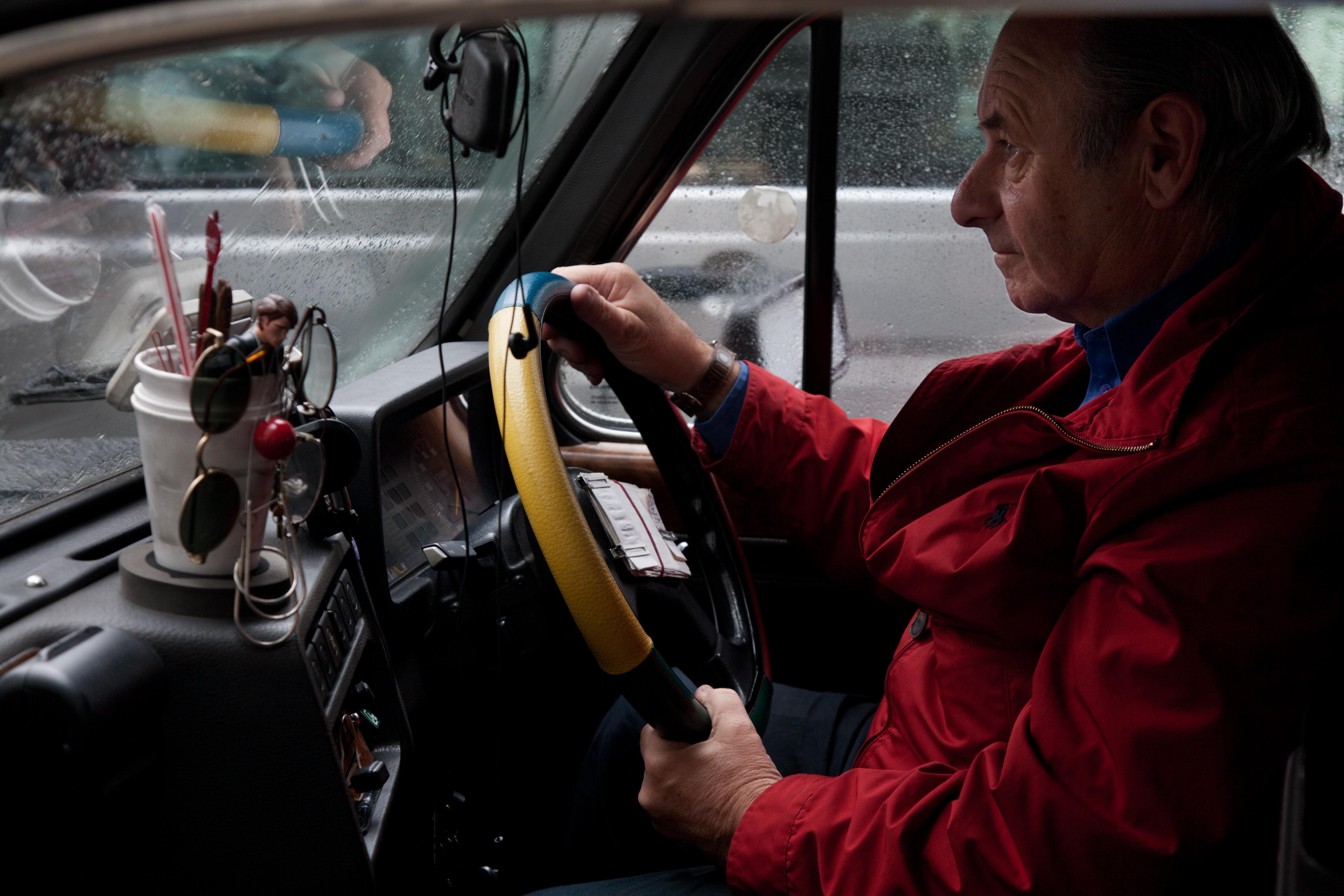
Chauffeur de taxi londonien

À Londres, les candidats à la profession de chauffeur de taxi doivent préparer leur diplôme sur une période assez longue. Ces candidats doivent passer un test tous les 21 jours afin de vérifier leur capacité de mémoriser les différents parcours pour se rendre dans différents points de la ville. Après une période de trois ans et demi en moyenne, les apprentis chauffeurs peuvent obtenir leur licence afin d'exercer la profession pour un salaire estimé à plus de 2500 euros mensuels en 2019.

#### Aux États-Unis
À New-York, il existe différentes types de taxi les « Medallion taxis » (ou plus familièrement « yellow cabs », de couleur jaune) et les « Boro taxis », de couleur verte, séparés par des zones de prise en charge de client, par souci de rééquilibrage afin que ces quartiers moins centraux disposent de davantage de taxis, ville ou le prix moyen d'une licence aux enchères est passé de 283.300 à 965.000 dollars entre 2004 et 2014. Ce montant, jugé exorbitant, a entrainé la mise en place de poursuites judiciaires contre la ville.

### Pénibilité

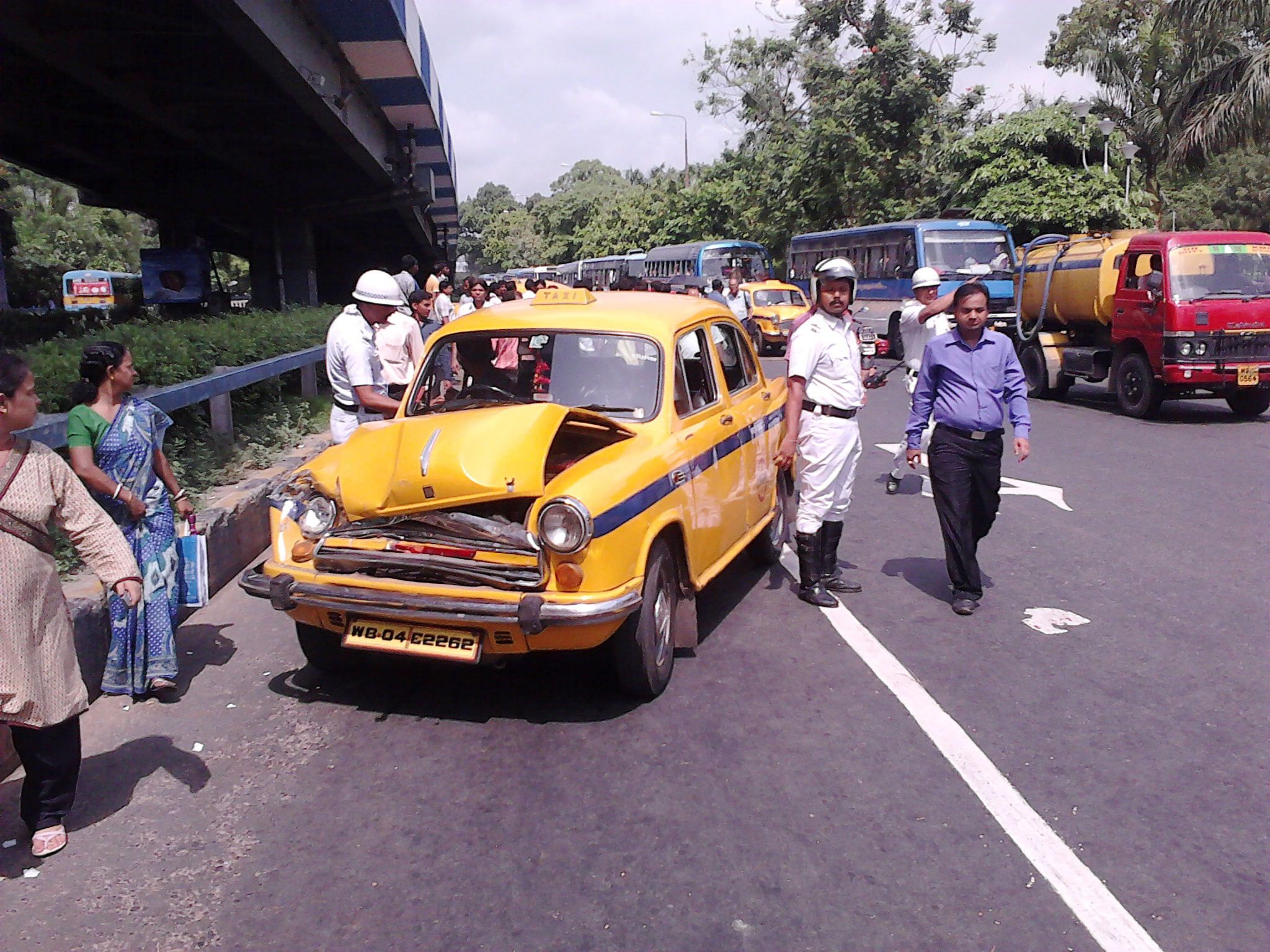
Taxi accidenté en Inde

Les chauffeurs de taxi font partie des personnes exposées à la pollution routière, avec, par exemple, des risques de problèmes cardiovasculaires, aggravés pour ceux qui opèrent dans les zones les plus fréquentées.
Il existe également d'autres risques sanitaires partagés avec les autres conducteurs de transport en commun, tels que les accidents routiers, les troubles dorsolombaires liés à la position assise, les affections psychosomatiques et cardiovasculaires liées au stress des contraintes de temps et enfin les risques liées aux agressions physiques. C'est d'ailleurs pour cette dernière raison que les chauffeurs de taxi parisiens sont dispensés du port de la ceinture de sécurité durant l'exercice de leur activité.

### Problèmes liés à la profession
En France, face à la concurrence des véhicules de tourisme avec chauffeur (VTC), les principaux syndicats de taxis ont souvent appelés les professionnels à agir en organisant des manifestations, des opérations dites « escargots » ou des grèves, notamment en 2014. 
Dans ce même pays, malgré la mise en application de la loi Grandguillaume qui réglemente le statut des professionnels des transports de particuliers,  de nombreux chauffeurs et des organisations de taxis ont également dénoncé le service de transport avec chauffeur Uber dans le cadre d'une action collective inédite qui s'appuie sur un arrêt de la Cour de cassation rendu en mars 2020 invitant le géant des VTC à traiter comme des salariés l'ensemble des chauffeurs qu'elle recrute dans le cadre de son service sans en être officiellement l'employeur, créant ainsi une forme de stratégie commerciale de captation d'un marché jugée comme déloyale. Des manifestations basées sur la dénonciation de la concurrence des applications de téléphonie mobile, comme Uber se sont également déroulées en Chine, en 2015 et en Inde, en 2016.
Il existe également le problème des faux taxis qui escroquent les clients, généralement d'origine étrangère et qui donc ignorent totalement la législation française, en matière de transport individuel. Ces faux chauffeurs de taxis  qui en demandant des sommes exorbitantes pour assurer leurs courses exercent très souvent dans les gares et les zones aéroportuaires.

### Professions liées au contrôle des chauffeurs de taxi
En France et dans de nombreux pays, les chauffeurs de taxi sont soumis à des contrôles médicaux obligatoires, notamment en début d'activité, puis une périodicité fixée selon l'âge de la personne exerçant cette professions .
Á Paris, le « groupe taxi transport de personnes » , une brigade de la préfecture de police est spécialisée dans le contrôle les chauffeurs de taxis et ceux des autres véhicules relevant des réglementations du transport public routier de personnes ainsi que de la répression des conducteurs de taxis clandestins. Ces policiers sont souvent dénommés sous le nom « boers » par les professionnels. Bien que ce mot soit homonyme avec le nom des ancêtres des Afrikaners qui sont arrivés en Afrique du sud en provenance des Pays-bas, il n'y a strictement aucun rapport entre eux. L'origine de ce mot, en France, remonte, en fait à l'année 1917 avec l'arrivée dans ce pays des premiers russes blancs chassés de Russie par la révolution d'Octobre. Un certain nombre de ces  émigrants, qui exercèrent la profession de cochers de fiacre, puis de celle de chauffeurs de taxis, déformèrent par leur accent le terme argotique de « bourres », désignant de façon argotique les policiers durant cette période, en « boers ».

### Image et popularité
Un sondage d'opinion effectué par le site hotels.com en 2011 auprès de nombreux clients dans un grand nombre de pays, a permis d'effectuer un classement des chauffeurs de taxi. Ce sont les taxis londoniens devant les taxis new-yorkais et les taxis hong-kongais qui sont perçus comme les « meilleurs taxis du monde ». Les taxis parisiens sont classés à la 16e place, les clients sondés reprochant essentiellement le prix des courses ainsi que leur manque d'amabilité. Selon un sondage effectué par l'institut Odoxa publié par Le Parisien (édition du dimanche), en 2015, indique que 58% des Français auraient une mauvaise opinion des chauffeurs de taxis en les percevant comme « corporatistes » (72%),  « réactionnaires » (59%), et « peu aimables » (57%). 
Face à cette image quelque peu dégradée et à la suite d'une chute de 5% à 10% de ses abonnements entreprises, la société de taxis parisienne G7 met en place en 2016 une meilleure qualité de service afin reconquérir des clients.

Quelques illustrations présentant des plaques de licences et documents administratifs liés à la profession
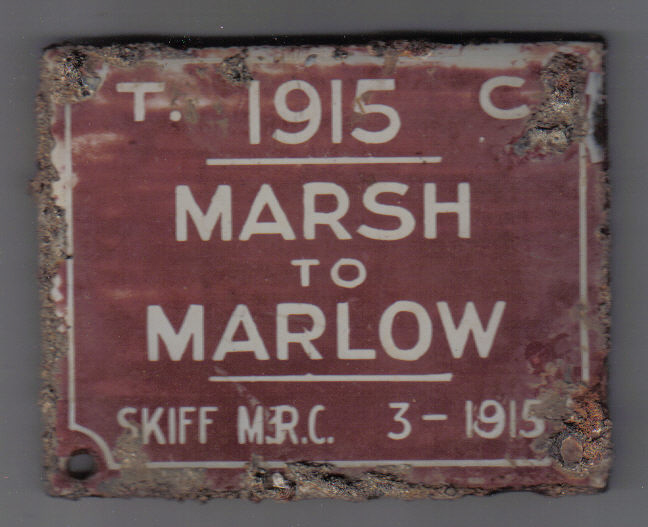
Plaque de licence d'un taxi-ferry à Londres dans les années 1910.
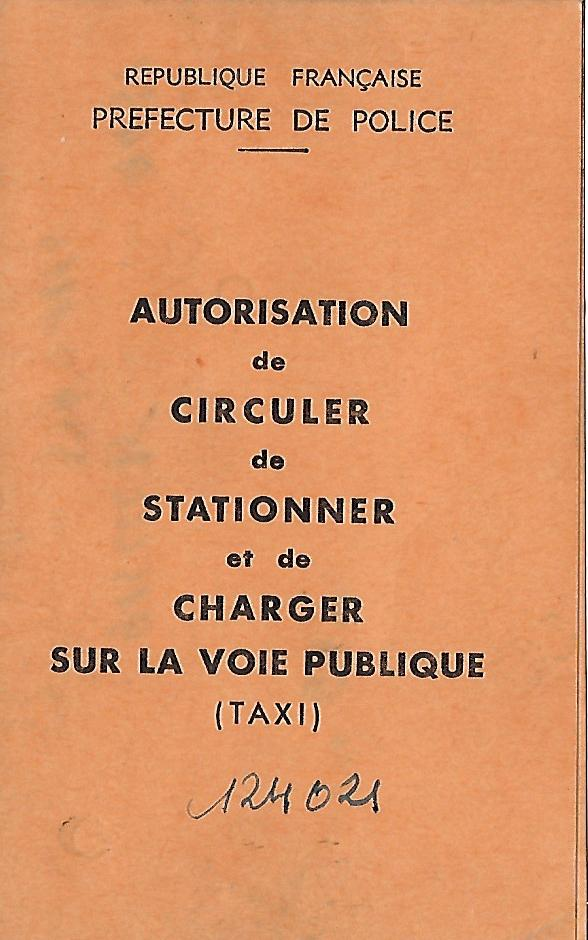
Autorisation de circuler pour taxis parisiens dans les années 1980.
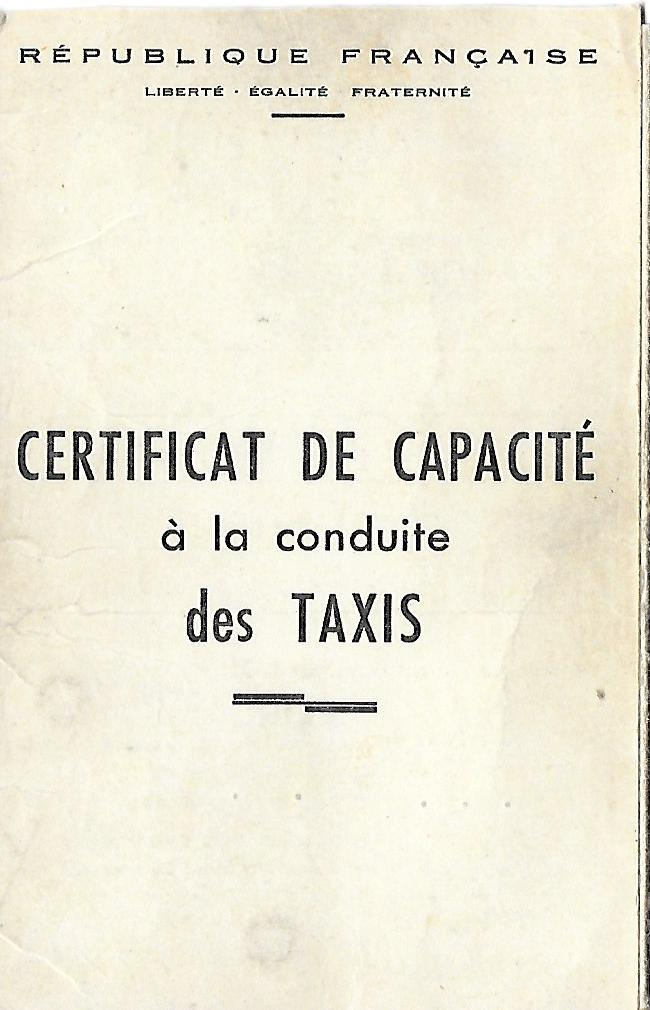
Certificat de capacité à la conduite d'un taxi dans les années 1980.
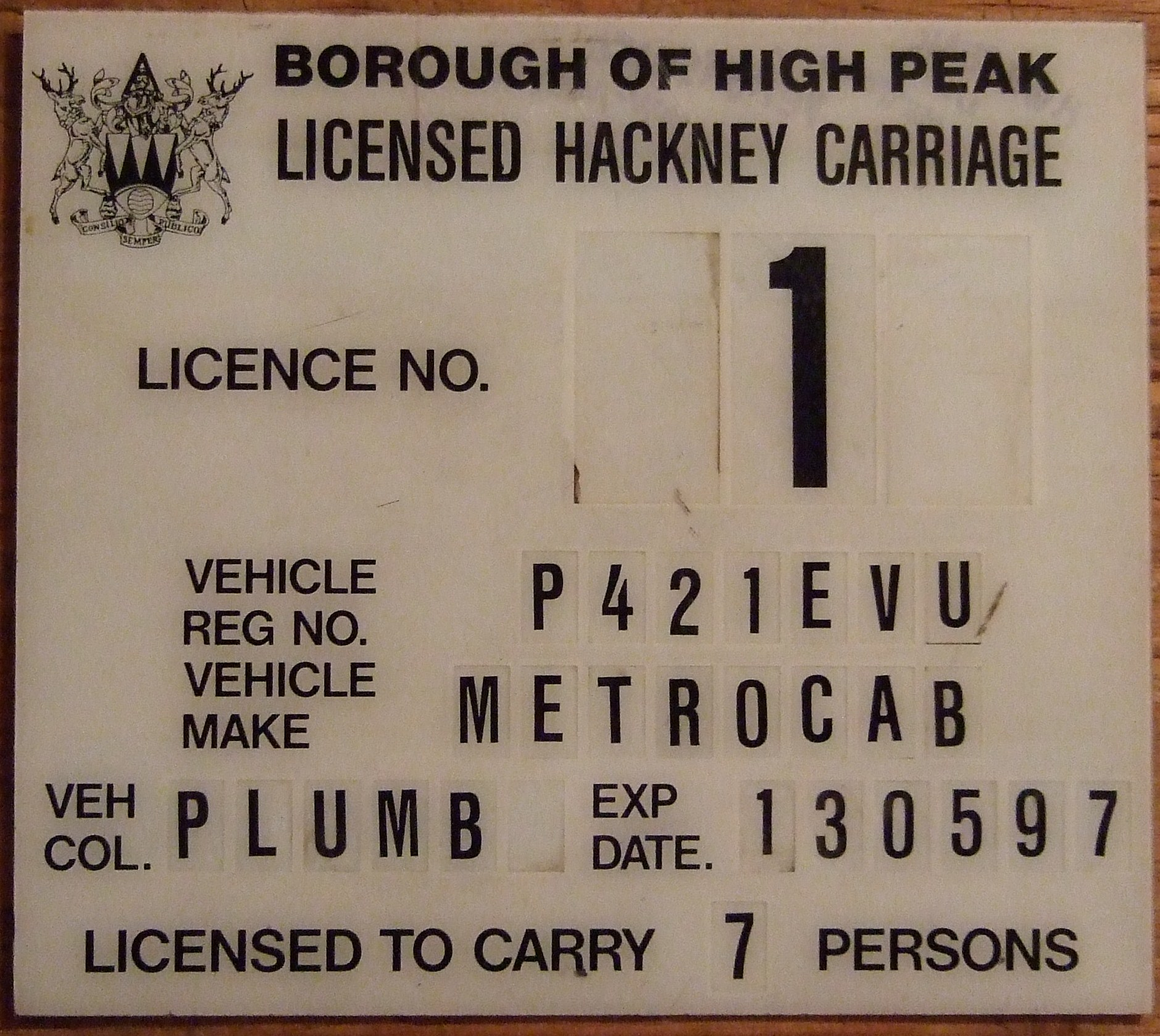
Plaque de licence de taxi au Royaume-Uni dans les années 1990.
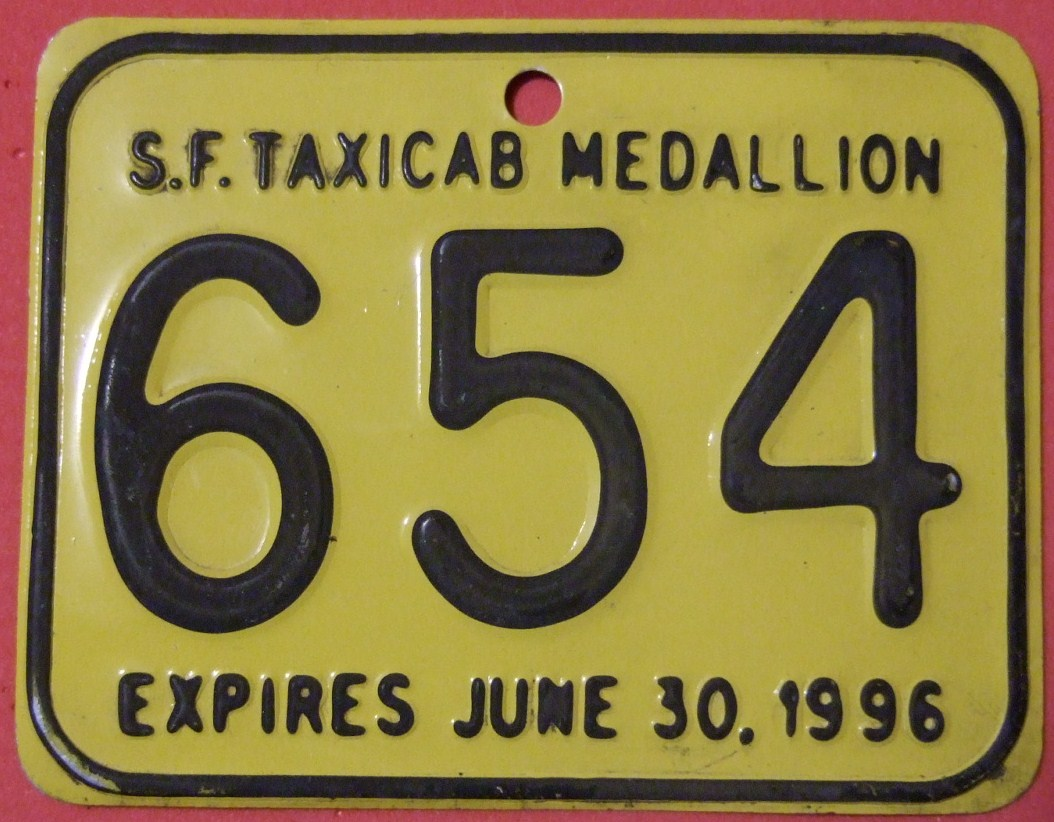
Plaque de licence de taxi américain dans les années 1990.
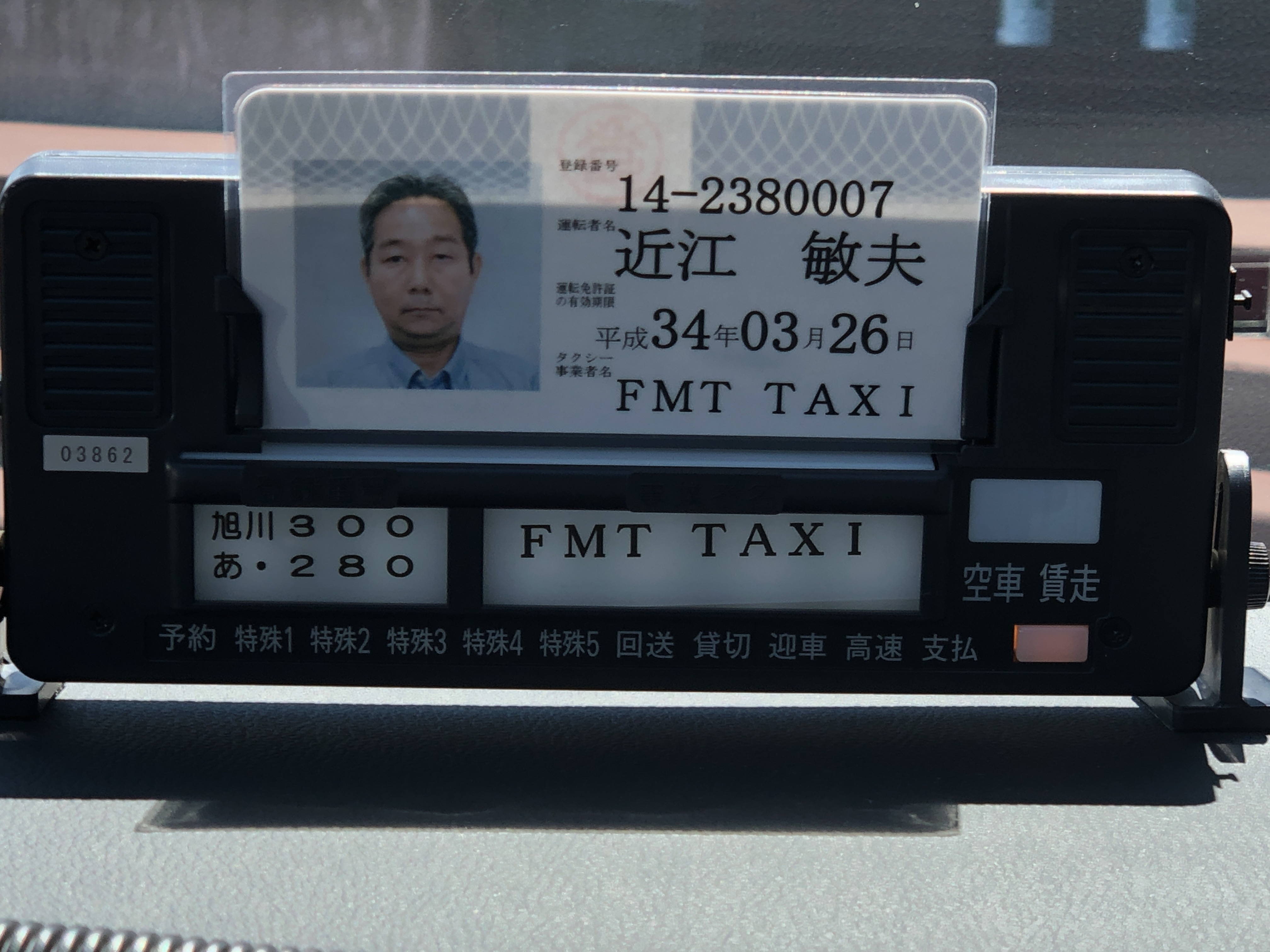
Licence de chauffeur de taxi japonais dans les années 2010.
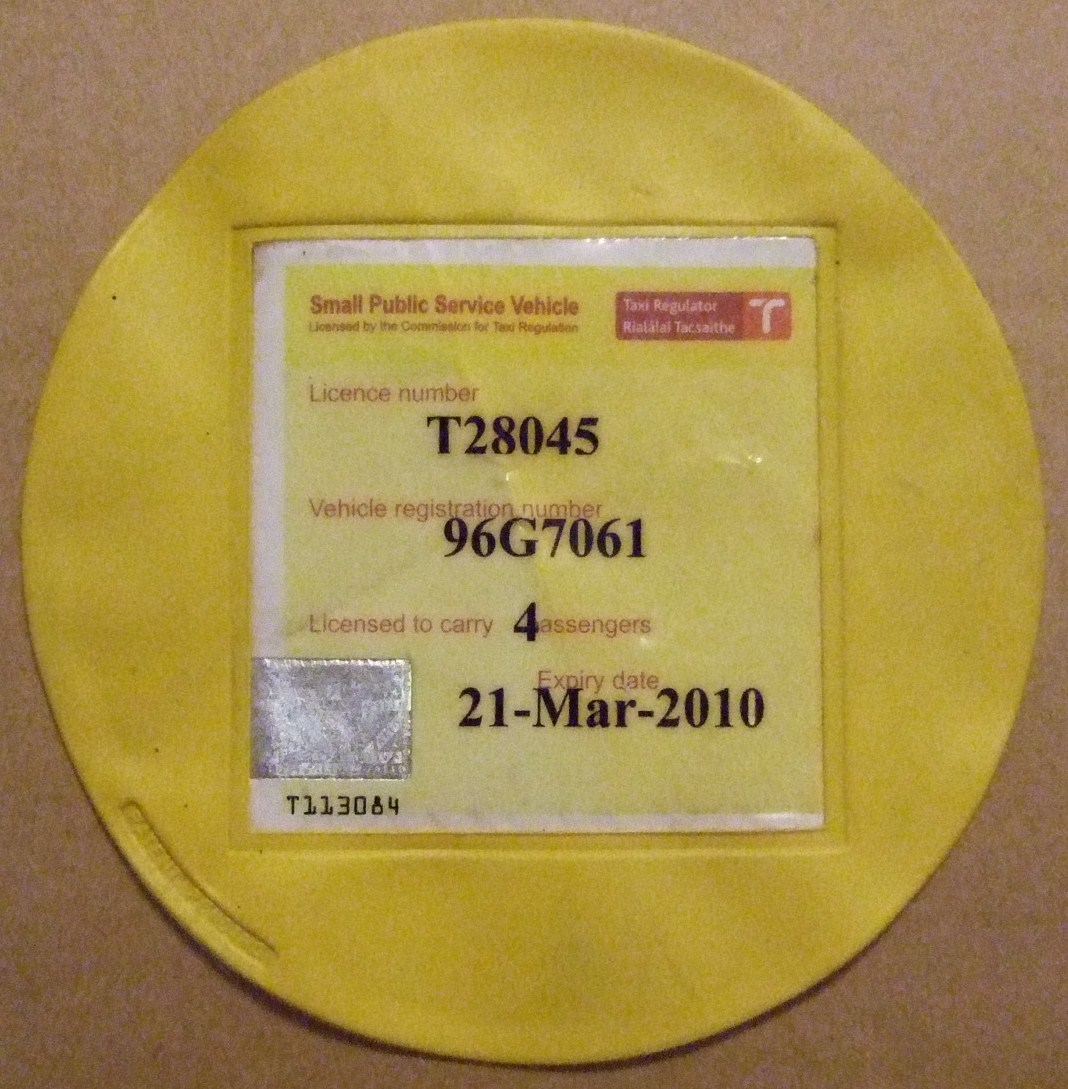
Plaque de licence de taxi en Irlande dans les années 2010.

## Histoire

### Les premiers véhicules de louage

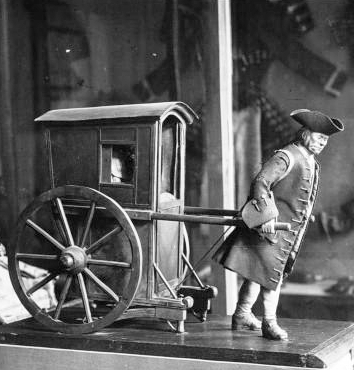
Modèle réduit d'une vinaigrette Louis XV

En France, le métier de porteur de chaise à porteurs fait son apparition durant le règne de Louis XIII. Le pouvoir royal accorde les premières autorisations d’exploitation, s'inspirant de ce qui existait déjà en Angleterre sous le règne d'Henri VIII, un siècle auparavant. Cependant, en France, son usage n’est pas réservé à l’élite mais il est accessible à tous. La vinaigrette ou « brouette de louage » apparait à la même époque avec la différence avec le métier précédent qu'il ne demande que le service d'un seul homme.
Durant l'année 1637, les Parisiens découvrent le fiacre tiré par un cheval. Il s'agit du premier service de voiture, conduite par un seul homme et mis à la disposition du public. Le cocher de fiacre est souvent présenté comme le premier ancêtre direct du chauffeur de taxi. Au XIXe siècle, le prix moyen d'une course est de deux francs de l'heure. 
Durant le réaménagement de Paris, en 1819, deux types de fiacres font leur apparition, d'une part un véhicule de quatre places tiré par deux chevaux, d'autre part un véhicule de deux places tiré par un seul cheval ; le cocher est positionné à l’avant ou à l’arrière de la voiture.

### Les compteurs horo-kilométriques
Après la grande grève des cochers parisiens en 1867, l'administration autorise l'utilisation de compteurs kilométriques et horaires sur les voitures publiques. Des centaines de modèles de compteurs sont testés sur les fiacres mais seuls cinq sont certifiés par l'administration. Leur usage est abandonné pendant la guerre de 1870.
En 1872, une pétition des loueurs de voitures parisiens redemande la mise en usage de compteurs.
Dans les décennies suivantes, de nombreux rapports et arrêtés tentent sans succès d'imposer le compteur horo-kilométrique en France.
En 1891, l'ingénieur allemand Friedrich Wilhelm Gustav Bruhn dépose un brevet à Berlin et soumet son invention à des constructeurs. 
Le premier véhicule de louage équipé de cette invention baptisée taxameter est une voiture à essence fabriquée par Gottlieb Daimler en 1897.
En février 1904, le Conseil de Paris adopte enfin la mise en pratique d'un compteur horo-kilométrique pour les voitures de place, les compteurs étant gérés par la société française du taxamètre. 
Le voyant rouge indique un décompte kilométrique et le voyant bleu un décompte horo-kilométrique. Cette mise en place s'accompagne d'une réforme des relations loueurs/cochers, ceux-ci ayant désormais une participation de 25% de la recette brute.
En 1905, 90% des voitures de place utilisent un taximètre.
Les taximètres équipent aussi bien les fiacres que les automobiles, comme l'atteste l'existence dès 1905 de la Compagnie commerciale des fiacres à taximètres et la Compagnie générale des automobiles taximètres fondées en 1905.

### Cochères et femmes chauffeurs de taxi
En 1896 à Paris, d’après un recensement, seules 0,6 % des cochers et autres travailleurs des entreprises de transport sont des femmes. On ignore combien de ces 189 femmes employées parmi 30 000 hommes, étaient elles-mêmes conductrices.
En mai 1906 une société de bienfaisance, l’Assistance aux animaux, dissidente de la Société protectrice des animaux, fonde l’École des cochers et des charretiers dans le 7e arrondissement de Paris. En novembre de la même année, la préparation de l’examen de cocher est ouverte aux femmes.
La première candidate, Clémentine Dufaut, fera l'objet d'articles dans plusieurs journaux, Le Journal, Le Petit Parisien, Le Matin, L’Illustration, Le Temps, La Justice, L’Éclair, Le XIXe siècle, Le Rappel.
Après la formation, les difficultés lors de l'inscription à l'examen de cocher sont relatées dans la presse : « On est paraît-il fort embarassé à la préfecture de police parce qu'une femme (...) vient de demander à passer l'examen de cocher de fiacre » qui doit lui procure les papiers en règle pour exercer son métier.
« Quel règlement pourra-t-elle invoquer pour les lui refuser, puisqu'elle donne à des femmes des brevets de chauffeur ? ».
Une seconde promotion de femmes cochers sort en avril 1907.
De novembre 1906 à avril 1907, plus de 200 articles de nombreuses cartes postales, des films et des objets seront publiés ou produits.
Comment les appeler ? Les termes Femmes-Cochers, cochette, cochères, cocheresses ou cocherelles, Madame Automédon, amazones d'un nouveau genre, Phaétone, chauffeuses, ductrices, fleurissent dans les publications donnant lieu à de nombreuses blagues sur la cochère qui n'est pas une porte, des blagues sexistes et sur l'avancée du féminisme avec l'ouverture de professions traditionnellement réservées aux hommes. 
On estime entre 20 et 40 le nombre de femmes cochères ayant exercé entre 1907 et 1910.
En 1908, deux femmes obtiennent leur diplôme de chauffeuse de taxi à Paris. Elles sont toutes les deux doublement diplômées. Gaby Pohlen est titulaire d'un permis de conduire une voiture à moteur depuis 1906 et Madame Decourcelle est titulaire d’un diplôme de cochère depuis 1907.
Pour dénommer la nouvelle profession, les journalistes hésitent entre chaufferesse, chauffeuse, ou chauffeure de taxi,.
La première femme chauffeur de taxi à New York est Gertrude Hadley Jeannette. Elle a obtenu sa licence en 1942.

### Les taxis automobiles
La ville de New-York voit l'apparition de ses premiers chauffeurs de taxis avant le XXe siècle, car la compagnie Electric Carriage and Wagon lance ses douze taxis électriques dans la ville en 1897. L'histoire a retenu que la première amende pour excès de vitesse aux Etats-Unis fut rédigée en 1899 à l'encontre d'un chauffeur de taxi dénommé Jacob German et travaillant pour cette compagnie en raison d'une vitesse de 12 miles par heure (un peu moins de 20 km/h),.
En 1899, le lancement du projet Automédon ouvre l'usage des véhicules à moteur avec chauffeur dans Paris, les chauffeurs n’étant pas soumis aux mêmes règles que les cochers notamment au niveau des tarifs. En  1902, la G7, la première compagnie de taxi parisienne est créée. Dès 1907, à Londres, on baptise taximeter cab, les véhicules équipés de taximètres lançant ainsi le terme de taxi-auto, contraction de taximètre-automobile, ou encore d'auto-taxi.
En 1906, la Compagnie Française des Automobiles de Place crée à Londres la General Motor Cab Company avec cinq cents véhicules Renault de couleur rouge, tous équipés de taximètre ce qui entraine un afflux soudain de taxis à moteur. Cette même année les autorités anglaises imposent des règles sur leur conception. La plus célèbre de ces normes est l'obligation pour ces véhicules d'avoir un petit rayon de braquage de 25 pieds (soit 7,62 mètres) , critère indispensable afin que les chauffeurs de ces véhicules puissent déposer des clients devant l'entrée du prestigieux hôtel Savoy, situé sur le Strand.

### Les taxis de la Marne
La Première Guerre mondiale éclate en 1914 et fait rentrer les taxis et leurs chauffeurs dans l’histoire en forgeant la légende, des « Taxis de la Marne ». Cette opération, effectuée dans les premiers jours du mois de septembre 1914 et qui consiste à réquisitionner les chauffeurs de taxis parisiens, permettant ainsi d'acheminer rapidement environ entre 3 000 et 5 000 hommes sur le front, ne va pas changer le cours de la guerre ni même renverser le cours de la première bataille de la Marne, mais va fortement s'inscrire dans l'imaginaire collectif de la population française grâce notamment à la presse qui insista sur cet événement présenté comme une participation des chauffeurs à l'effort national.

Quelques illustrations présentant des chauffeurs de taxis et leurs prédécesseurs dans l'histoire
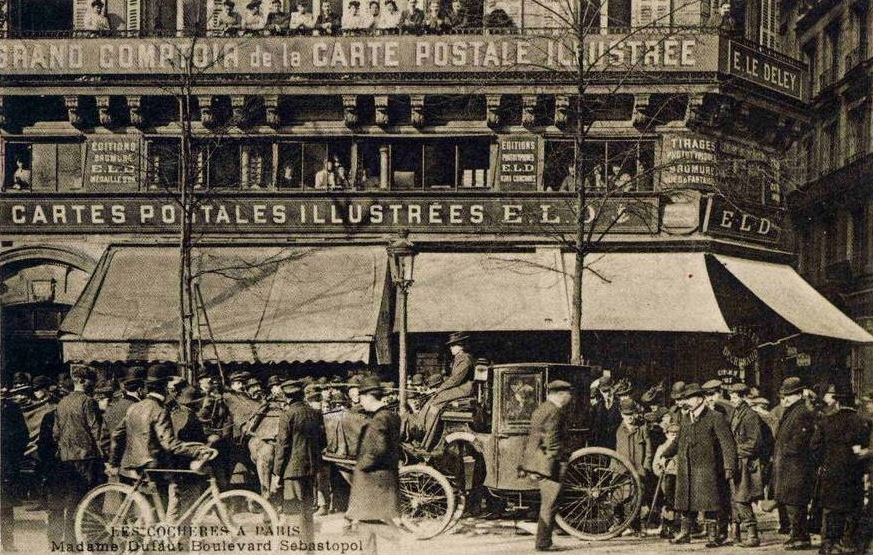
Magasin de CP Le Deley Paris
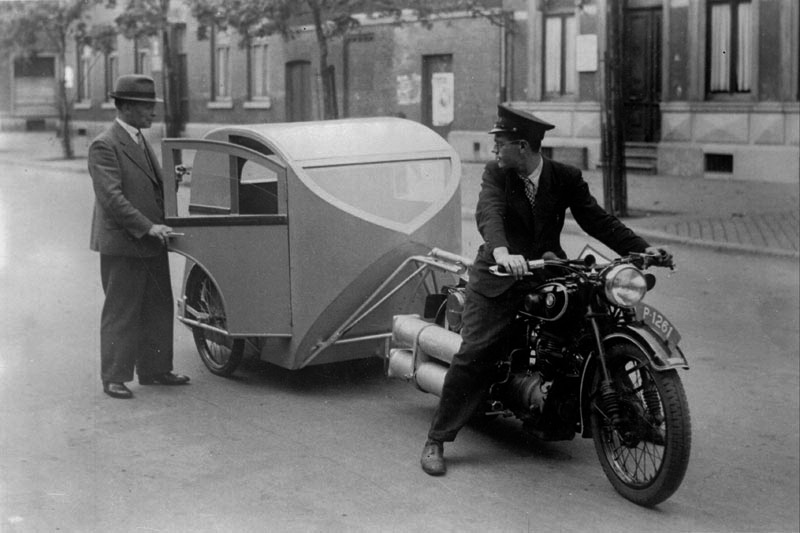
Moto taxi néerlandais en 1942
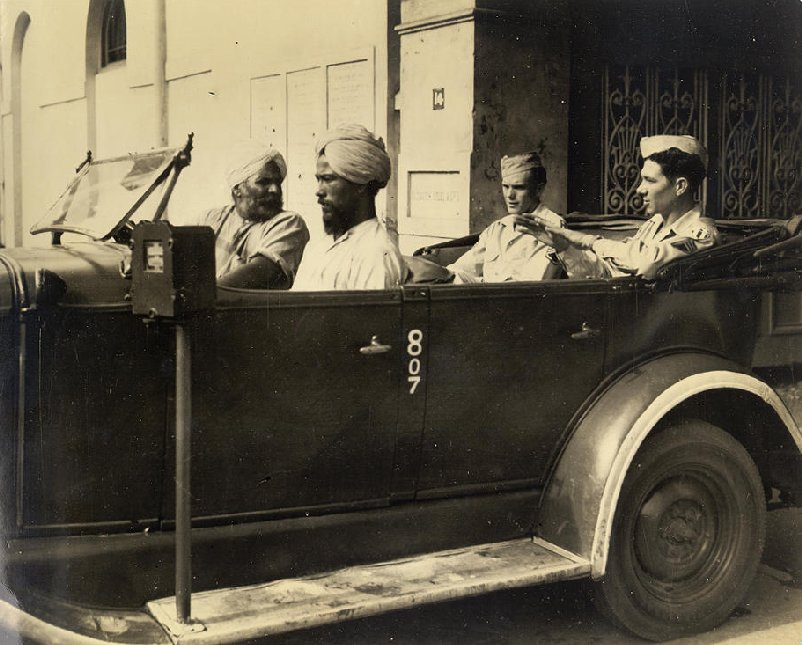
Chauffeur de taxi Sikh et son copilote à Calcutta en 1945
Chauffeuse de taxi à Tel-Aviv dans les années 1950
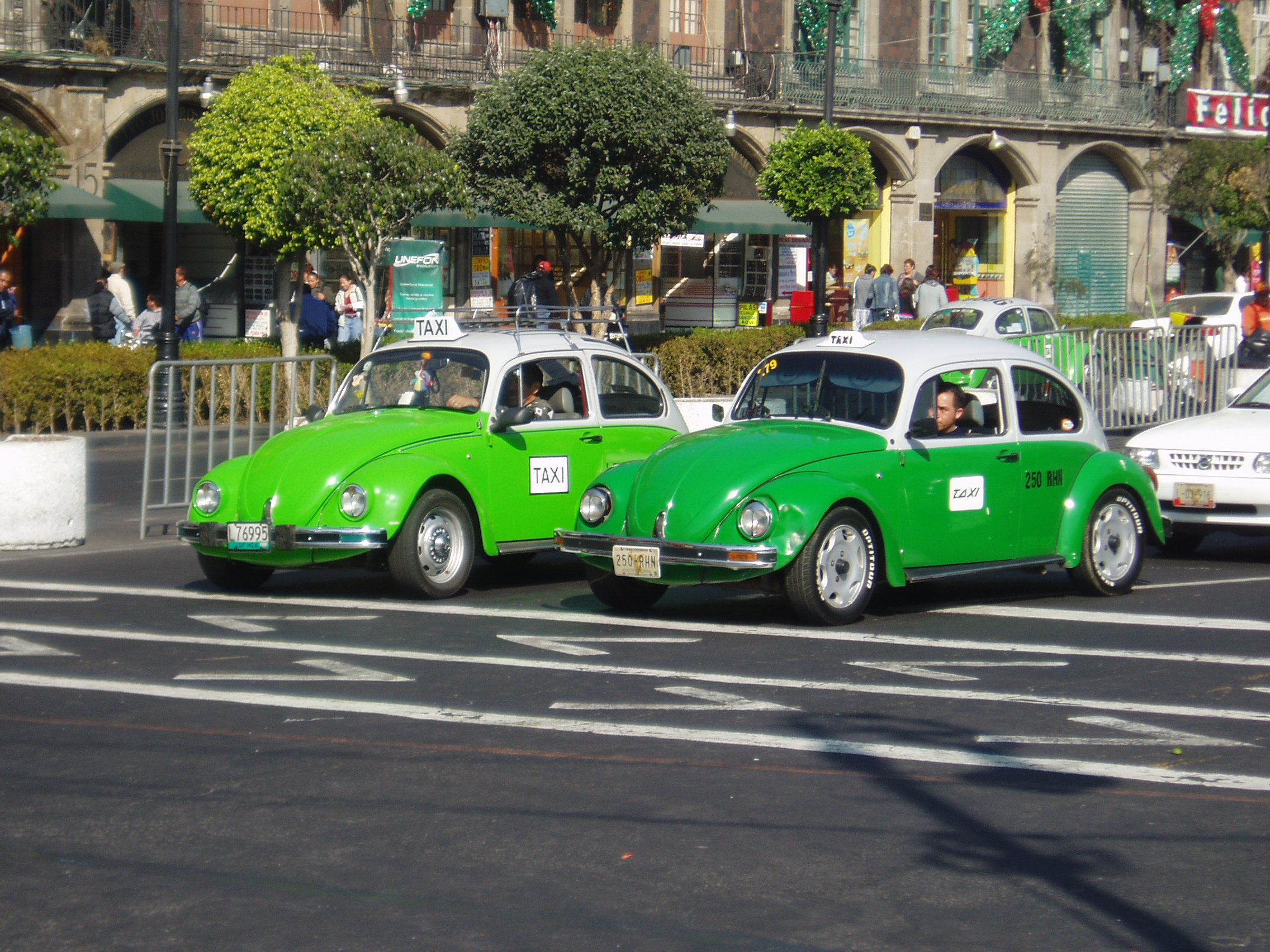
Taxi coccinelles VW à Mexico en 2006
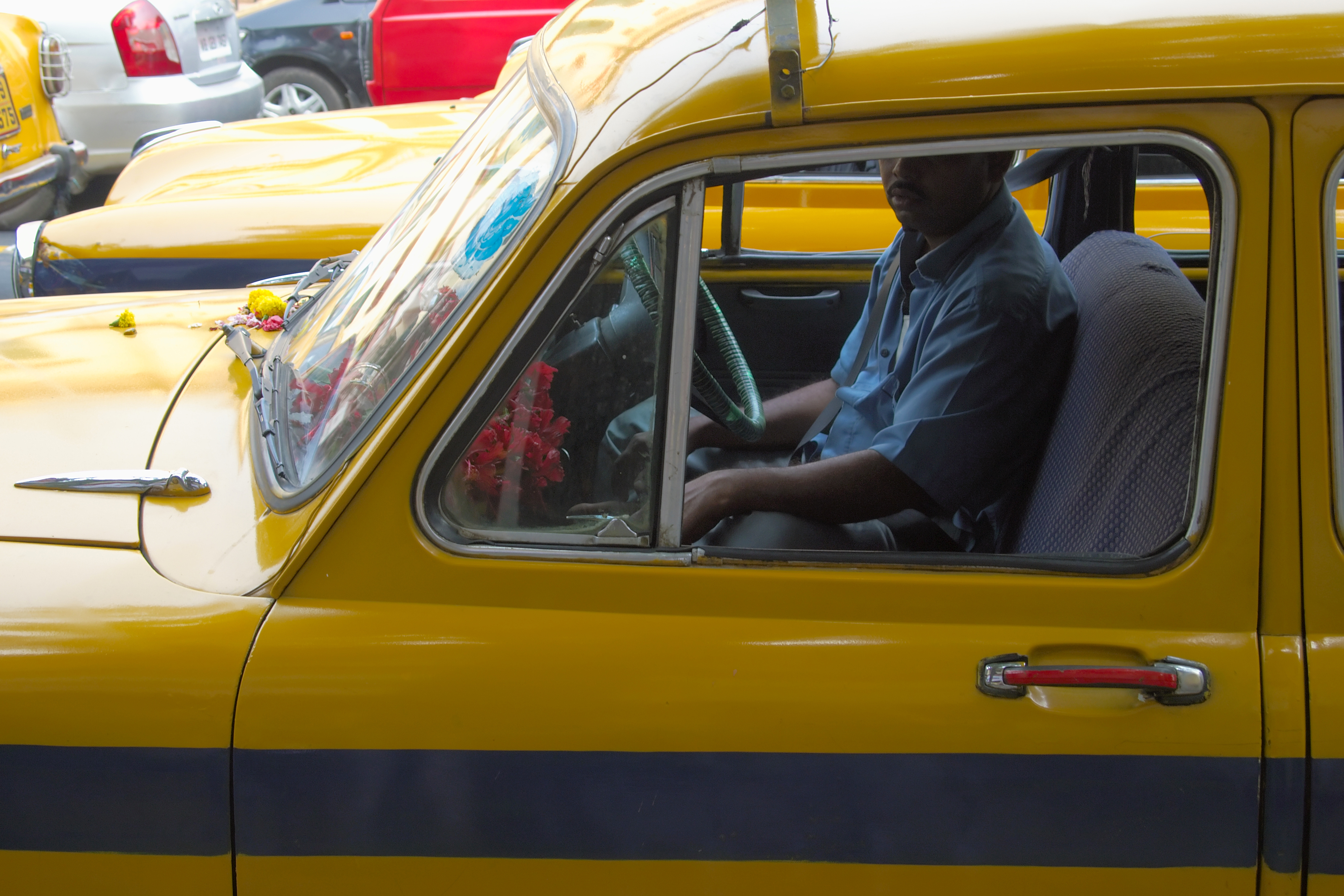
Chauffeur de taxi à Kolkata (Inde) en 2009

## Dans la culture populaire

### Dans la chanson
La chanson de Vanessa Paradis, Joe le Taxi, écrite par Étienne Roda-Gil et composée par Franck Langolff, très populaire lors de sa sortie en 1987, a contribué à une certaine image du chauffeur de taxi. Même si une certaine légende a voulu que la chanson soit lié aux chauffeurs de taxi new-yorkais, elle a été inspirée à l'auteur par les souvenirs d'une femme chauffeur de taxi parisien dénommée Maria José Leão dos Santos.

### Dans la littérature
La roman Le Taxi de Violette Leduc, paru chez Gallimard en 1971, évoque la journée d'un frère et d'une sœur qui utilisent un taxi pour se déclarer leur amour. Le recueil Nocturne d'un chauffeur de taxi regroupe dix nouvelles coréennes, de dix auteurs coréens différents paru aux éditions Philippe Rey. Seul le premier récit au titre identique évoque la vie d'un chauffeur de taxi coréen.

### Dans la bande dessinée

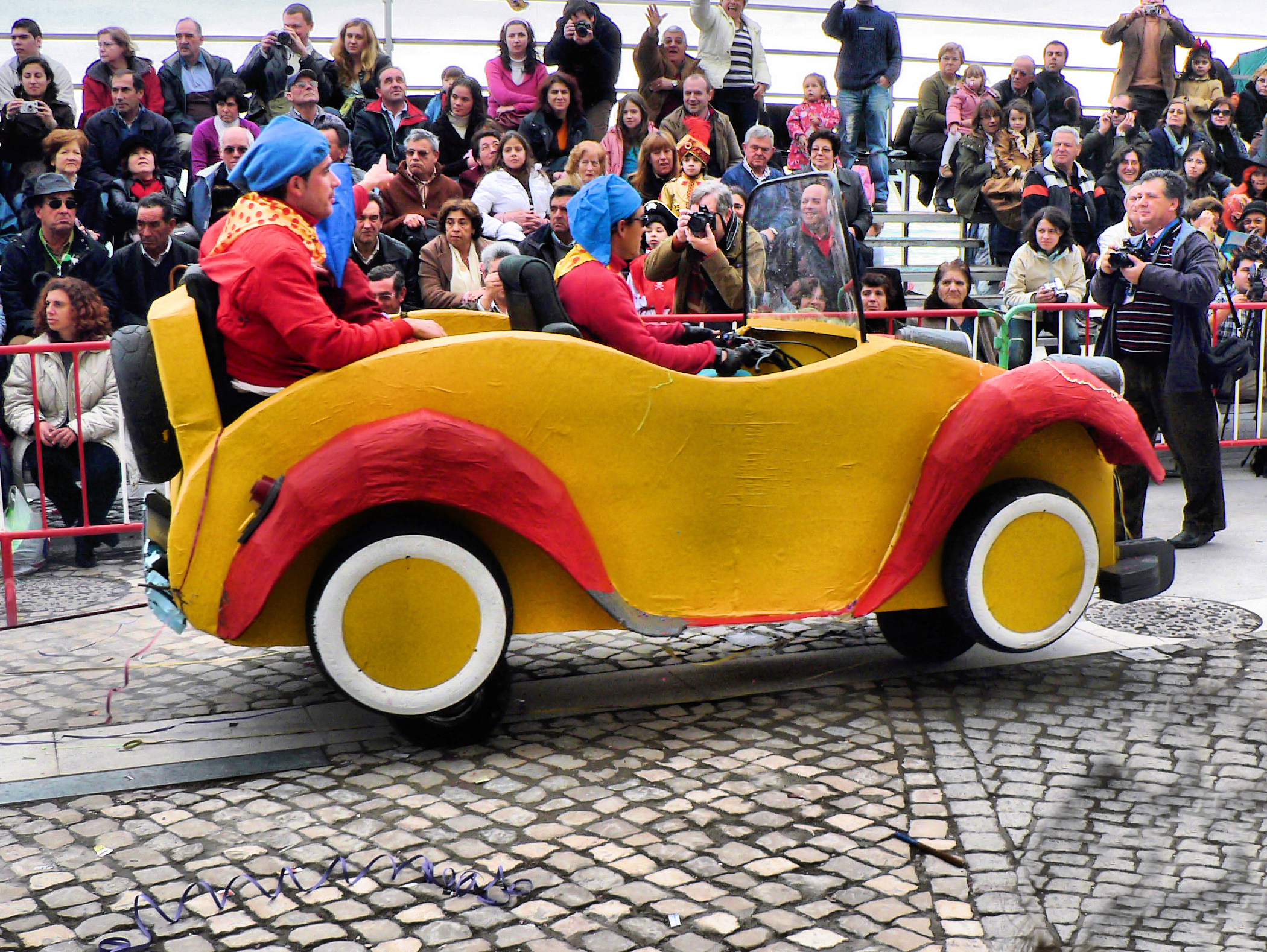
Le personnage de Oui-Oui et son taxi au carnaval de Sesimbra (Portugal)

Dans la bande dessinée pour enfants, Oui-Oui (Noddy) reste un des personnages les plus célèbres exerçant la profession de chauffeur de taxi. Le personnage et son taxi, créés par la romancière britannique Enid Blyton en 1949, feront ensuite l'objet de plusieurs séries d'animation pour les très jeunes enfants sur toutes les chaînes de télévision dans le monde.
Strapontin est une série de bande dessinée créée par le dessinateur belge Berck et par le scénariste français René Goscinny et publiée dans le magazine Tintin en 1958. Cette bande dessinée narre sous une forme plutôt humoristique les aventures d'un chauffeur de taxi avec son éternel casquette vissée sur la tête. Redresseur de torts à l'allure simple et modeste, ce chauffeur de taxi au volant d'un véhicule quelque peu hors d'âge se présente sous une forme sympathique,. 
Taxi Girl, personnage de la série de bande dessinée franco-belge du même nom créée dans le Journal de Spirou en 1992, par le dessinateur Laudec et le scénariste Raoul Cauvin, se présente sous une forme résolument plus moderne, proche des standards du cinéma et de la télévision, mais ne connaitra pas un grand succès.
Les taxis rouges est le premier album de bande dessinée des aventures de Benoit Brisefer, personnage créé par Peyo, paru dans le journal Spirou. Dans cette histoire, le jeune héros aux super-pouvoirs prend la décision d'aider son ami monsieur Dussiflard, chauffeur de taxi de son état et qui subit la concurrence d'une société de taxis aux méthodes assez étranges. Cette BD a été adaptée pour le cinéma en 2014.
Taxi ! est un roman graphique de l'auteure de bande dessinée néerlandaise Aimée de Jongh, paru chez Dargaud en 2021.

### Au cinéma

Le personnage de Travis Bickle, joué par Robert de Niro, notamment grâce à certaines répliques, reste un des chauffeurs de taxi les plus célèbres du cinéma américain

Le personnage de chauffeur de taxi se rencontre dans de nombreux films, très souvent en tant que simple figurant et dont le rôle ne sert qu'à transporter les personnages principaux du film, à l'instar du film Frantic de Roman Polanski (sorti en 1988) dans lequel le couple interprété par Betty Buckley et Harrison Ford emprunte un taxi pour la capitale. Une crevaison intempestive leur imposera de changer de taxi pour rejoindre leur hôtel. 
D'autres films utilisent le personnage et son activité mais en tant que simple fil conducteur entrainant de nombreuses aventures quelquefois sans rapport direct avec l'exercice de la profession, si ce n'est le métier du personnage principal, tels que Monsieur Taxi d'André Hunebelle avec Michel Simon, sorti en 1952 ou Taxi, Roulotte et Corrida, du même réalisateur avec Louis de Funès, sorti en 1958. Plus tragique, le film Sans laisser d'adresse réalisé par Jean-Paul Le Chanois en 1951 est cependant de la même veine et narre les aventures d'une jeune provinciale qui, avec l'aide d'un chauffeur de taxi au grand cœur (interprété par Bernard Blier), se lance à la recherche du père de son enfant parti retrouver une autre femme dans un Paris qu'elle ne connait pas.
Le film Retour vers le futur 2 réalisé par Robert Zemeckis et sorti en 1989 présente l'originalité d'un taxi volant (élaboré sur la base d'une DS Citroën) mais qui ne constitue pas un élément important de l'intrigue. Le film Le Premier Jour du reste de ta vie, réalisé par Rémi Bezançon en 2008, évoque la profession de chauffeur de taxi, interprété par Jacques Gamblin mais l'intrigue tourne plus autour de la vie de l'ensemble des membres de la famille. Dans le film Le Cinquième Élément de Luc Besson, sorti en 1997, le personnage principal, interprété par Bruce Willis est également chauffeur de taxi ce qui lui permet de faire connaissance avec le personnage interprété par Milla Jovovich, mais la suite du film laisse cette activité au second plan.
Le film Allô maman, ici bébé, réalisé par Amy Heckerling et sorti en 1989 présente la particularité d'un bébé narrateur et dont le baby-sitter est le chauffeur de taxi (interprété per John Travolta) qui emmène sa mère à la maternité pour accoucher.
D'autres films, tels que Two O'Clock Courage, sorti en 1945 ou Taxi Driver évoque  directement la vie professionnelle d'un chauffeur de taxi. Ce dernier film, réalisé par Martin Scorsese, interprété principalement par Robert de Niro, est sorti au cinéma en 1976. Il existe également la série de films Taxi, réalisée par Gérard Pirès, Gérard Krawczyk et Franck Gastambide, avec Samy Naceri puis Malik Bentalha, représentent tous directement cette profession, le personnage principal de l'intrigue étant lui-même chauffeur de taxi. On peut également citer trois autres films américains; S.O.S. Taxi (D.C. Cab), de Joel Schumacher, sorti en 1983, Taxis pour cible (3 A.M.) de Lee Davis, sorti en 2001 et Collatéral de  Michael Mann, sorti en 2004 où cette profession est au cœur de l'intrigue, sans oublier le film russe réalisé par Pavel Lounguine, Taxi Blues (Такси-блюз), réalisé en 1990.
Malgré son titre, le film Un taxi pour Tobrouk, réalisé par Denys de La Patellière, sorti en 1961, n'évoque ni l'univers des taxis, ni celui de leurs conducteurs.

### À la télévision
La célèbre série policière des années 1960, Les cinq dernières minutes compte un épisode qui présente la vie et le travail des chauffeurs de taxis parisiens, intitulée Tarif de nuit (première diffusion à la télévision, le 6 avril 1968).
La série Madame êtes-vous libre ? est une série télévisée française en treize épisodes, réalisée par Jean-Paul Le Chanois et diffusée en 1971. Cette série évoque les aventures d'une jeune femme qui quitte sa province pour Paris afin de remplacer son père chauffeur de taxi, victime d'un agression. Cette série présente la particularité de réunir la speakerine Denise Fabre et Coluche qui tient également un rôle de conducteur de taxi.
La série Taxi, diffusée en 114 épisodes de 30 minutes, créée par James L. Brooks, Stan Daniels et David Davis avec notamment Danny De Vito, a été diffusée entre septembre 1978 et mai 1983 sur plusieurs réseaux de la télévision américaine. Cette série présente les différents membres du personnel de la société de taxi de la ville de New York.

### Célébrités ayant exercé la profession

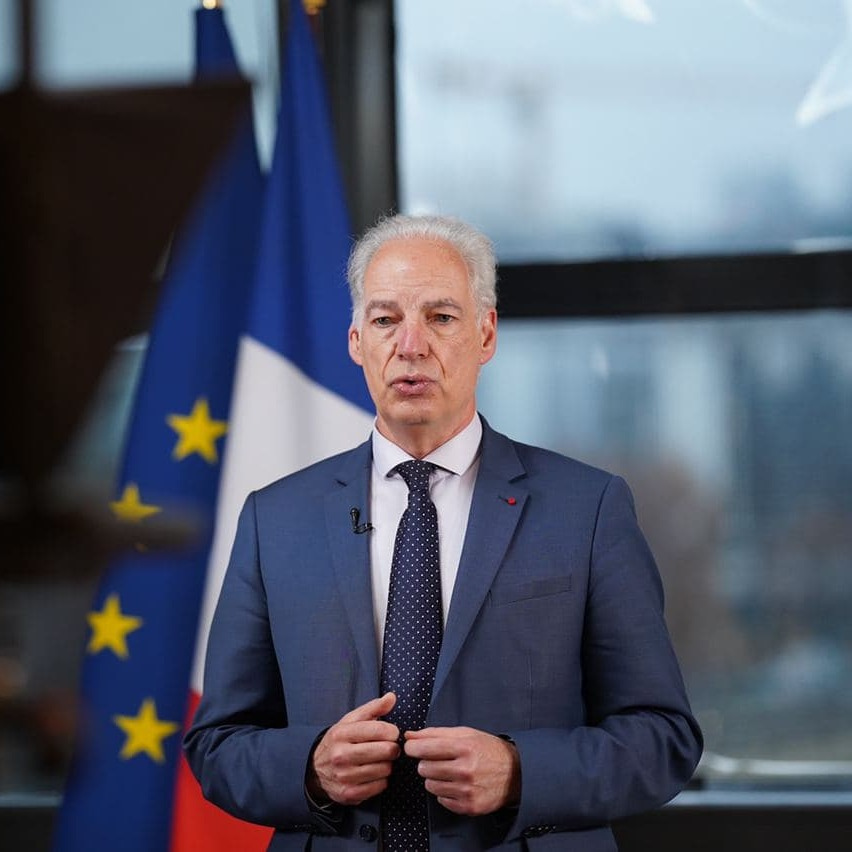
Alain Griset, membre du gouvernement Jean Castex passe son permis de chauffeur de taxi à l'âge de 21 ans

#### Acteurs
L'acteur et auteur-compositeur-interprète Pierre Perrin, auteur du tube Un clair de lune à Maubeuge qui restera neuf semaines au hit-parade en France, a exercé la profession de chauffeur de taxi. C'est d'ailleurs durant cette activité qu'il fit la connaissance de l'animatrice de télévision Aimée Mortimer qui lança sa carrière.
L'acteur Marc Eyraud qui joua dans de nombreux films et téléfilms continua son métier de chauffeur de taxi tout en étant comédien, disant que cela le maintenait en contact avec la réalité quotidienne.
L'humoriste et acteur français Ary Abittan, fils d'un chauffeur de taxi, a exercé cette profession, ce qui lui permet de financer ses premiers cours de théâtre.

#### Personnalité politique
L'homme politique et ministre Alain Griset a exercé la profession de chauffeur de taxi avant de devenir propriétaire et gérant d'une entreprise de taxi, basée à Lille.

#### Sportifs
Ernesto Carricaburu, ancien pilote automobile cubain au début du XXe siècle, créée et dirige en 1914 la première compagnie de taxis de La Havane, avec dix voitures Ford modèle T.
L'ancien footballeur international camerounais football Samuel Eto'o reconnait lors d'une interview avoir exercé l'activité de chauffeur de taxi durant une très courte durée.